# Готопутовское сельское поселение
Готопутовское се́льское поселе́ние — муниципальное образование в Сорокинском районе Тюменской области Российской Федерации.
Административный центр — село Готопутово.

## История
Статус и границы сельского поселения установлены Законом Тюменской области от 5 ноября 2004 года № 263 «Об установлении границ муниципальных образований Тюменской области и наделении их статусом муниципального района, городского округа и сельского поселения».

## Население
| 2010  | 2011  | 2012  | 2013  | 2014  | 2015  | 2016  |
| ----- | ----- | ----- | ----- | ----- | ----- | ----- |
| 1391  | ↗1395 | ↘1366 | ↘1358 | ↘1302 | ↘1298 | ↘1278 |
| 2017  | 2018  | 2019  | 2020  | 2021  |       |       |
| ↘1218 | ↘1203 | ↘1173 | ↘1145 | ↗1166 |       |       |

## Состав сельского поселения
| № | Населённый пункт | Тип населённого пункта       | Население |
| - | ---------------- | ---------------------------- | --------- |
| 1 | Бунькова         | деревня                      | 77        |
| 2 | Готопутово       | село, административный центр | 737       |
| 3 | Желнина          | деревня                      | 146       |
| 4 | Жидоусово        | село                         | 206       |
| 5 | Лебяжье          | деревня                      | 44        |
| 6 | Тиханиха         | деревня                      | 85        |
| 7 | Черемшанка       | деревня                      | 96        |